# 新谷博
新谷 博（しんたに ひろし、1964年7月14日 - ）は、佐賀県出身の元プロ野球選手（投手、右投右打）、野球指導者、監督。
2023年現在、尚美学園大学女子硬式野球部の監督、埼玉西武ライオンズ・レディースのGM、明治安田生命硬式野球部のヘッドコーチ、北海道放送の野球解説者、佐賀魂の総監督、ディレクト・アスリーツの取締役を務めている。現在のマネジメント契約は日本電波制作社。

## 経歴

### プロ入り前

#### 高校時代まで
佐賀市の公務員の家庭で、姉2人のいる末っ子として生まれた。小学校3年生で野球を始める。中学校では捕手を務め、3年生になるとエースで四番を任され主将となったが、監督と激しく喧嘩し退部している。身長が高かったこともあってバスケットボール部に転部したが、高校では再び野球をやりたいと考えて強豪の佐賀商業に進学した。
佐賀商で野球部に入ると腹筋運動1,400回など毎日6-7時間の練習を行い、帰宅しても2階の自室まで上がる体力が残らないほどだった。一方、入学時は柔軟な身体や高いセンスを持ちながらも身体が細かったが、これらの練習によってフィジカルが強化されて故障の心配も減ったという。2年の春になると同期の田中孝尚らが投手を務めて新谷は控えの三塁手となっていたが、投手陣がそろって体調を崩した際に代役を任され、それをきっかけに投手に転向している。一方、田中は捕手に転向し、新谷とバッテリーを組む事になる。2年秋の県大会ではエースとしてチームを支えたが、決勝戦で敗れ翌春の選抜大会出場はならなかった。
この敗戦をきっかけとして練習に真剣に取り組み、短期間でカーブ、スライダー、フォークボールを修得し、いずれの球種でもストライクが取れるほどに精度が向上した。1982年の3年夏の県大会では前評判通りの強さで優勝し、チーム打率と防御率は同年の選手権大会出場校のなかでともにトップだった。本大会初戦の8月8日の対木造高校戦では、1人の走者も許さずに9回二死を迎えながら27人目の代打・世永幸仁に死球を与え、完全試合は逃したものの次打者を打ちとりノーヒットノーランかつ準完全試合を達成した。新谷自身は完全試合を達成すれば大会史上初だったという事を知らず、安打を避けることを優先して内角を攻めた世永への配球を悔やんだという。
2回戦では東農大二を6安打1失点に抑えて完投勝利を収め、津久見高との3回戦でも延長14回を投げ抜いて8安打3失点と好投したが、惜しくも敗れている。大会後は荒木大輔や畠山準らとともに日本代表に選ばれて遠征に参加した。複数のプロ球団からスカウトが勧誘に来たが、当時は、過去の経緯からプロ経験者の就任に制約が大きかった高校野球の指導者を志しており、監督からの強い勧めもあって進学希望を早くから表明していた。同年のドラフトでヤクルトから2位指名を受けたが、意思は変わらず駒澤大学に進学した。
この時、先述の田中孝尚も阪急から2位指名を受け、こちらは入団している。しかし1軍出場のないまま1986年限りで引退しており、プロの舞台で再会することはなかった。

#### 大学・社会人時代
駒大野球部では4年生になったらエースを任せるという太田誠監督の方針もあり、無理な起用などはなかった。2年生では河野博文の存在もあってリリーフなどで起用され、3年生になると先発を任され春季リーグ戦では無四球完封を達成している。3年の秋季までに16勝を挙げるなど期待に応える成長を見せ、同学年の阿波野秀幸とともに東都リーグを代表する投手と評されていた。
しかし3年冬の走塁練習で右ひざを強打し、後十字靭帯を損傷。手術を行えば1年間のリハビリが必要と診断されたが、卒業後のプロ入りを希望していたため靭帯付近の筋肉を鍛えて手術を避ける方法を選んだ。そのままシーズンオフとなったため監督にはケガを報告しなかったが、軸足の負傷によって投球の感覚が損なわれ、さらに腰を痛めて制球が悪化し、そのまま無理に練習を続けてヒジを痛めてしまった。靭帯損傷などを知らない太田監督はベンチ入りメンバーから外すなどの方法で復調のきっかけを探したが、球のキレが失われてノイローゼに近い状態に陥った。4年秋のリーグ最終登板では救援を成功させたがプロから声はかからず、太田監督の勧めで社会人野球に進み日本生命に入社した。なお、東都大学リーグでは通算40試合に登板し、16勝6敗、防御率2.62、127奪三振の成績を残している。駒大では3学年先輩に白井一幸、2学年先輩に横田真之と先述の河野、1学年後輩に新井富夫と田村勤両投手、2学年後輩に野村謙二郎と鈴木英之（現・関西国際大学硬式野球部監督）がいた。
1987年に入社した日本生命では早瀬万豊や伊藤伸幸がエースとなっており、さらに翌年には木村恵二が入社して新谷の出番は少なく、下積みが続いた。イメージ通りの投球ができず、当時はイップスになっていたという。1989年にはチームが日本選手権に3年ぶりの出場を果たし、木村の連投でベスト4まで進んだ。日本石油との準決勝では先発を任されたが、自信がないまま登板して3失点し、チームも敗れている。結果が出ないまま3年間が過ぎたが、練習には真摯に取り組み、全体練習の後に個人練習をしながら疲労が限界に達して外野で座ったまま眠ることもあったほどだという。
1990年は4月に腰を痛めて1週間休んだが、復帰直後に球速が突然140km/h後半まで上がり、全盛期の投球とともに自信を取り戻した。同年の日本選手権では初戦の対NTT東北戦で先発を任され、ともに大会タイ記録の6者連続を含む14奪三振で完封勝利を挙げた。準決勝の対河合楽器戦でも先発で7回を1安打無失点に抑え、日本石油との決勝でも先発して無失点の好投でチームの優勝に貢献。自責点0で3勝を上げた活躍が評価され、大会MVPに選ばれている。この大会前後から再びプロのスカウトに注目されるようになったが、木村のプロ入りが決まっていたというチーム事情もあって同年はドラフトで指名を受けなかった。
翌1991年は杉浦正則とともに日本代表のエース級が2人そろったチームとして高い評価を受けていたが、都市対抗と日本選手権はともに初戦で敗退した。翌年のバルセロナ五輪代表の候補に挙げられていたが、「契約金と指名順位で納得する評価を受けられればプロに進みたい」としてドラフトの除外対象には含まれなかった。出身地に近いダイエーや西武、中日、近鉄の4球団から獲得の打診があり、同年のドラフト会議で西武から2位指名を受けて入団。契約金、年俸はそれぞれ8,000万円、1,200万円（いずれも推定）と、1位指名の竹下潤を上回る高条件だった。

### 西武時代
入団当時の西武は黄金期を迎えており、登板機会が得られないのではないと不安があったという。しかし社会人野球を経験して肉体が鍛えられており、キャンプで一軍投手陣に負けない球を投げられた事で自信を得た。また、渡辺久信や鹿取義隆の気づかいでチームに溶けこんでいった。開幕2戦目の4月7日の対オリックス戦で早くも初登板を果たし、渡辺智男の不振などから8月2日には初めて先発を任され、初勝利を挙げた。同年は9月中旬まで計8試合に先発し、2完投を含む2勝を記録している。同年の日本シリーズでは第5戦で初登板して5回途中から1回2/3を投げ5安打を浴びて1失点したものの、第6戦では4回途中から1回1/3を1安打無失点に抑えた。
翌1993年は年俸が2,400万円（推定）に倍増し、先発ローテーションの5番手として19試合に先発し、8月7日の対ダイエー戦ではプロ初完封を達成している。同年の日本シリーズでは中継ぎに回り、第2戦では郭泰源の後を受けて3回表から7イニングを投げ5安打1失点に抑えている。オフには年俸が2,000万円増の4,400万円（推定）となった。8勝1敗の成績を残したものの投球内容には納得がいかず、翌年にかけて体を開かずネジるような投球フォームに変更している。
1994年は村田勝喜や小野和義の加入もあり、前半戦は中継ぎや抑えを任された。4月14日の対ダイエー戦で、1点リードして2死満塁の場面で松永浩美相手にフルカウントとなり、伊東勤のサインに首を振ってストレートで空振り三振を取った。この場面はプロ野球で最も印象に残っている会心の投球で、これを機に伊東からサインに首を振ることを許可され、自身に取って大きなターニングポイントとなったという。5月はリリーフとして7試合に登板し、20回1/3を投げ4勝1敗1セーブ、防御率1.33の成績で初の月間MVPを受賞した。またオールスターゲームにも初めて出場し、第1戦で7回1死満塁の場面に登板して1回1/3を1安打無失点に抑えている。
後半戦もロングリリーフや谷間の先発を含め杉山賢人とともに様々な場面で起用され、必死で投げていたという。同年は自己最多の41試合(先発8試合)に登板し自身初の二桁勝利を達成、そしてシーズン最終戦の10月10日の対ロッテ戦で1回1/3を投げて3失点ながら規定投球回に達し、最優秀防御率のタイトルを受賞した。日本シリーズでは第4戦の5回途中から登板し、3回2/3を4安打無失点に抑えた。オフのMVPの投票ではシーズン210安打を達成したイチローに大差を付けられたものの、イチローの満票獲得を阻止して次点となっている。契約更改では西武の投手としては過去最高のアップとなる4,000万円増の年俸8,400万円（推定）となった。
1995年は工藤公康の移籍などから先発ローテーションの中心となり、夏場に急性胃腸炎で一時先発を外れたものの同年の自己最多の23試合に先発しチーム最多となる自己最多の11勝を挙げ、防御率はリーグ6位の2.93だった。オフには年俸9,000万円（推定）で契約を更改し、前年の羽生田忠克の結婚披露宴をきっかけに交際を始めたフライトアテンダントの女性と結婚式を挙げている。翌1996年は自身初の開幕投手を任され、3年連続二桁勝利となる自己最多タイの11勝を挙げた。同年の契約更改では年俸が1億1,000万円（推定）となり、清原和博と潮崎哲也に並ぶチーム史上最速の6年目で1億円の大台に到達した。
1997年は前年チーム最多勝を挙げた西口文也に次ぐ2、3番手の先発と見られていたが、シーズン初登板となった4月9日の対オリックス戦で7安打6失点（自責点は1）の内容で3回で降板し、続く4月17日の対日本ハム戦では初回に6安打を浴びて5点を失い、1死しか取れずに28球でKOされた。この深刻な不振のため、初めて一軍登録を抹消されて二軍で調整を行っている。6月に一軍に復帰したものの再び打ち込まれて二軍に戻り、前年オフに伸ばし始めたヒゲを剃り落とし、走り込みと投球フォームの確認を続けた。8月18日に一軍に再昇格し、翌日の対ロッテ戦でシーズン初勝利を挙げたものの、同年はわずか2勝に終わった。ヤクルトとの日本シリーズでは第4戦に先発し、4回を投げ6安打3失点で5回表に代打を送られ敗戦投手となった。3回の2死二、三塁の場面で安易に勝負に行き、古田敦也に2点タイムリー二塁打を打たれたことが敗北の大きな原因になったと評されている。オフの契約更改では3,000万円の大幅減で年俸8,000万円（推定）となった。
西崎幸広や橋本武広と並ぶ投手陣の最年長として迎えた1998年は、キャンプで早めの調整を進めたものの、シーズン当初は中継ぎとして起用され防御率も10点を超えていた。しかし同年初先発となった5月27日の対ロッテ戦で勝利を挙げるとそのまま先発ローテーションに定着し、6月20日の対オリックス戦では1年9ヶ月ぶりに完封勝利を収めている。規定投球回には達しなかったものの、16試合に先発して防御率3.67の成績を残した。横浜との同年の日本シリーズでは第5戦の7回途中から5点ビハインドの場面で登板したが、8回に3点、さらに9回に7点を失った。この1試合10失点および10自責点は、いずれも日本シリーズ新記録となっている。投手コーチの杉本正は「先発も早々に降板しており、他の投手への負担を避けるため仕方なかった」と述べ、新谷自身は「野手に迷惑をかけてしまった」と語っているが、森祇晶からは日本シリーズにふさわしい采配と言えるか疑問を投げかけられている。守備走塁コーチの伊原春樹は「なかばさらし者にような形で投げ続けた新谷は見ていて本当にかわいそうだった。試合後、新谷は意気消沈。他に投手がいたのに、なぜ、代えなかったのか。帰宅後、私は新谷が心配になり、思わず電話を入れたほどだ。「大変だったな。どういう意図で監督がマウンドから降ろさなかったか分からないが、この悔しさを胸に秘め、次にやり返せ」と言葉をかけるしかなかった。」と述べている。オフの契約更改では1,000万円減の年俸7,000万円（推定）となった。
1999年は4月に2試合に先発したが両試合とも2回も持たずに6失点で降板し、4月14日に一軍登録を抹消された。同年はイースタン・リーグで先発として7勝を挙げたが10月6日に球団から戦力外通告を受け、同じく西武を解雇された元二軍投手コーチの森繁和とともに日本ハムに入団した。

### 日本ハム時代
移籍1年目の2000年は4月7日の対ダイエー戦で3回5失点で降板したものの、4月14日の対ロッテ戦で2年ぶりの勝利を完投で挙げている。その後5月にかけて3連勝し、マスコミにも騒がれたが投球内容には自信を持てなかったという。チーム最年長の選手として、投手陣の決起集会を開くなどチームを支える役割を担っていた。
2001年はプロ入り初めて先発の無しの中継ぎを務め　10月1日の対西武戦で8回裏から4番手として登板し、垣内哲也にソロホームランを浴びながらも1回2/3を投げて1失点だった。移籍後初の西武ドームでの登板だったこの試合が現役最終登板となり、それを予感していた両チームのファンから大きな声援が送られたという。シーズン終了後に日本ハムから一軍投手コーチ就任を打診され、家族や太田誠と相談した上で10月12日に球団に引退を申し入れて受諾した。

### 現役引退後
2002年から日本ハムで投手コーチを務め、野球の知識や技術を重視しつつメンタル面にも注力する指導を目指していた。2004年をもって日本ハムを退団し、スポーツコーチング術を学ぶため2005年に筑波大学の修士課程に入学した。一方、7月に尚美学園大学が女子硬式野球部を翌2006年に創設する事を発表したのにともない同部の監督就任の誘いがあり、これを承諾している。また、九州で唯一佐賀県だけは硬式野球チームがない事を知り、全国的に社会人野球チームの減少が続ていた事もあってチーム創設の取り組みを始めた。佐賀には県単位の野球連盟がなかったため最初に連盟を組織し、佐賀市に帰省した2005年7月に高校時代の後輩らに呼びかけたところ急速に反応が広がり、翌8月にはチームを結成している。東京に居住している事から監督は別途探す予定だったが、周囲の協力が得やすくなる事などを考慮して自身が監督に就任した。
2006年は主に週末に尚美学園野球部で指導を行い、部員数が6名ながらも片岡安祐美ら各地の選手を加えて尚美ドリームスというチームで8月の全日本選手権に参加し、ベスト4まで進出している。2006年からは北海道放送の解説者も務め、同年春から翌年春にかけて尚美学園はヴィーナスリーグで3連覇を達成している。2008年の第3回IBAF女子ワールドカップでは日本代表の投手コーチを務め、3連覇を目指すアメリカを二次予選ラウンドで破り初優勝を遂げた。また、同年は尚美学園が全日本選手権で初優勝し、佐賀魂の監督を退いて総監督に就いたほか、大学院を修了した。
2010年の第4回IBAF女子ワールドカップでも日本代表の投手コーチに就任し、連覇に貢献した。2012年にエドモントンで開催される第5回IBAF女子ワールドカップに向け、日本代表監督に就任する事が2011年3月7日に発表された。自身が監督を務める尚美大学の選手・OGを含む8人が選出されたこの大会で、史上初となる3連覇を達成している。
2020年に創設された埼玉西武ライオンズ・レディースの初代監督に就任し、クラブ選手権では初出場初優勝へ導くなど、主要大会などで優勝や準優勝を重ねる。2023年からは監督を退き、チームのGMに就任。
また、2023年より、社会人野球の明治安田生命のヘッドコーチに就任した。

## プレースタイル
社会人後半からプロ前半にかけてはサイドスロー気味のスリークォーターから最速140km/h後半のストレート、鋭いスライダーをはじめとした多彩な変化球を駆使した。また、的を絞らせない投球が持ち味と評されている。現役晩年は球威が衰えていたものの、低めへ制球した変化球を投げ分ける技巧派の投球を見せていた。
大学以降は先発、中継ぎ、抑えなど様々な役割を任されたが、どんな場合でも目の前の打者一人を抑えることに集中しており、打者に負けたくないという闘争心が野球に対するモチベーションとなっていた。その一方で、監督が決める役割の内容には興味が薄く、他の投手が先発や抑えにこだわる気持ちは理解しにくかったという。

## 人物など
若い頃から神戸製鋼を応援していたラグビーファンであり、松尾雄治の従妹にあたる妻とは初デートで日本選手権を観戦したという。開幕投手へのこだわりなどが薄く、投球スタイルも性格もマイペースだと評されていた。
本宮ひろ志の作品を愛読しており、中でも「大ぼら一代」に受けた影響は大きいという。

## 指導者として
日本の女子野球界では最も厳しい指導者とも評される一方、経験に裏打ちされた指導には多くの選手から信頼を寄せられている。新谷自身は、女子選手は野球に対する熱意が高いため指導しやすいと感じていたという。また、日本のアマチュア野球は技術面の訓練の比重が大きくなりすぎたという問題点があり、他分野でも通用する人材が育つように野球を通じた人格形成を重視すべきだと述べている。
尚美学園の監督に就任した際には、選手に対して個々のプレーに対する意味を説明して理解を深める事に努めた。他のチームが勝つために努力してくるような強いチームを作り、また同時に指導者を務められる選手を育てる事で日本女子野球を発展させる事を目標としている。練習後には、選手と食事やボウリングなどに行くこともよくある。選手と信頼関係を作る上で大事なのは自身が勉強すること、そしてその先には勝利によって喜びを与えてあげることが重要であり、また選手の自主性はプロと違いアマチュアである教え子にとって野球は大学の生活の一部に過ぎないという考えから、練習は練習、遊びは遊びとメリハリがきく選手に育てていると語っている。
かつては女子プロ野球について、「実力がアマより劣っていては意味がない」と語るなどその実力を疑問視していたが、2012年4月21日の日本代表候補と女子プロ野球選抜との強化試合で、新谷率いる日本代表候補が女子プロ野球選抜に完敗し 、「日本で一番いいチームをつくるのが役目であり、プロ選手の代表入りは当然ある」「一番大事なのはチームワークであり、性格、やる気を含めて判断する」と、史上初となるプロからの日本代表への選出に前向きな姿勢を見せ、結果プロからは5人が選出されることとなった。

## 詳細情報

### 年度別投手成績
| 年 度      | 球 団      | 登 板 | 先 発 | 完 投 | 完 封 | 無 四 球 | 勝 利 | 敗 戦 | セ 丨 ブ | ホ 丨 ル ド | 勝 率 | 打 者 | 投 球 回 | 被 安 打 | 被 本 塁 打 | 与 四 球 | 敬 遠 | 与 死 球 | 奪 三 振 | 暴 投 | ボ 丨 ク | 失 点 | 自 責 点 | 防 御 率 | W H I P |
| ---------- | ---------- | ----- | ----- | ----- | ----- | -------- | ----- | ----- | -------- | ----------- | ----- | ----- | -------- | -------- | ----------- | -------- | ----- | -------- | -------- | ----- | -------- | ----- | -------- | -------- | ------- |
| 1992       | 西武       | 28    | 8     | 2     | 0     | 0        | 4     | 8     | 2        | --          | .333  | 453   | 108.2    | 94       | 10          | 30       | 3     | 2        | 108      | 4     | 0        | 43    | 40       | 3.31     | 1.14    |
| 1993       | 西武       | 24    | 19    | 3     | 1     | 1        | 8     | 1     | 0        | --          | .889  | 469   | 117.0    | 99       | 22          | 32       | 2     | 3        | 108      | 4     | 0        | 42    | 40       | 3.08     | 1.12    |
| 1994       | 西武       | 41    | 8     | 3     | 2     | 1        | 10    | 8     | 9        | --          | .556  | 517   | 130.0    | 97       | 15          | 35       | 4     | 5        | 99       | 3     | 0        | 47    | 42       | 2.91     | 1.02    |
| 1995       | 西武       | 28    | 23    | 7     | 4     | 1        | 11    | 11    | 1        | --          | .500  | 668   | 169.0    | 129      | 16          | 44       | 2     | 5        | 115      | 3     | 0        | 58    | 55       | 2.93     | 1.02    |
| 1996       | 西武       | 30    | 21    | 2     | 2     | 0        | 11    | 5     | 2        | --          | .688  | 632   | 145.0    | 144      | 23          | 56       | 2     | 5        | 121      | 3     | 0        | 64    | 55       | 3.41     | 1.38    |
| 1997       | 西武       | 17    | 9     | 0     | 0     | 0        | 2     | 2     | 0        | --          | .500  | 227   | 47.2     | 61       | 7           | 24       | 1     | 3        | 40       | 1     | 0        | 40    | 35       | 6.61     | 1.78    |
| 1998       | 西武       | 23    | 16    | 2     | 1     | 1        | 5     | 8     | 0        | --          | .385  | 469   | 110.1    | 113      | 11          | 27       | 2     | 8        | 72       | 5     | 1        | 49    | 45       | 3.67     | 1.27    |
| 1999       | 西武       | 2     | 2     | 0     | 0     | 0        | 0     | 1     | 0        | --          | .000  | 17    | 1.1      | 11       | 1           | 1        | 0     | 0        | 3        | 0     | 0        | 12    | 11       | 74.25    | 9.00    |
| 2000       | 日本ハム   | 28    | 8     | 1     | 0     | 0        | 3     | 3     | 0        | --          | .500  | 300   | 67.0     | 76       | 10          | 26       | 1     | 4        | 40       | 0     | 0        | 38    | 37       | 4.97     | 1.52    |
| 2001       | 日本ハム   | 17    | 0     | 0     | 0     | 0        | 0     | 0     | 0        | --          | ----  | 89    | 22.1     | 18       | 7           | 5        | 0     | 1        | 18       | 1     | 0        | 11    | 11       | 4.43     | 1.03    |
| 通算：10年 | 通算：10年 | 238   | 114   | 20    | 10    | 4        | 54    | 47    | 14       | --          | .535  | 3841  | 918.1    | 842      | 122         | 280      | 17    | 36       | 724      | 24    | 1        | 404   | 371      | 3.64     | 1.22    |

- 各年度の太字はリーグ最高

### タイトル
- 最優秀防御率：1回 （1994年）

### 表彰
- 月間MVP：1回 （1994年5月）

### 記録
初記録
- 初登板：1992年4月7日、対オリックス・ブルーウェーブ1回戦（西武ライオンズ球場）、9回表に3番手で救援登板・完了、1回無失点
- 初セーブ：1992年4月9日、対オリックス・ブルーウェーブ3回戦（西武ライオンズ球場）、9回表に3番手で救援登板・完了、1回無失点
- 初奪三振：1992年4月18日、対千葉ロッテマリーンズ2回戦（千葉マリンスタジアム）、6回裏に愛甲猛から
- 初先発・初勝利：1992年8月2日、対オリックス・ブルーウェーブ18回戦（西武ライオンズ球場）、6回1/3を3失点（自責点2）
- 初完投勝利：1992年8月8日、対千葉ロッテマリーンズ18回戦（千葉マリンスタジアム）、9回3失点
- 初完封勝利：1993年8月7日、対福岡ダイエーホークス16回戦（福岡ドーム）

その他の記録
- オールスターゲーム出場：1回 （1994年）

### 背番号
- 17 （1992年 - 1999年）
- 60 （2000年 - 2001年）
- 81 （2002年 - 2004年）

## 関連情報

### 現在の出演番組
- 侍プロ野球

2011年9月19日の西武対日本ハム戦でテレビ初登場となる。
- HBCファイターズナイター
- スカイ・A sports+
- FOX SPORTS ジャパン（FOX bs238） 「BASEBALL CENTER」解説者
- 鎌スタラジオ